# Cirrhitidae
Famille
Les Cirrhitidae  sont une famille de poissons marins de l'ordre des Perciformes qui est représentée par 12 genres et 33 espèces.

## Description
Les poissons-éperviers (ou poissons-faucons) appartiennent à la famille des Cirrhitidae, qui comprend 13 genres et 40 espèces. Ils doivent leurs noms vernaculaires à leur technique de chasse, à l’affût sur une branche de corail, avec de très vives accélérations dès que la proie passe à portée. Ils sont caractérisés par les touffes de cirrhes qui se trouvent au sommet des rayons durs de leur nageoire dorsale. Les poissons-éperviers sont hermaphrodites protogynes et peuvent être monogames et territoriaux, ou former des harems. Tous sont carnivores et se nourrissent de petits poissons et de crustacés.

## Liste des genres
Selon FishBase (13 mars 2014) :
- Amblycirrhitus Gill, 1862 — (5 espèces)
- Cirrhitichthys Bleeker, 1857 — (8 espèces)
- Cirrhitops Smith, 1951 — (3 espèces)
- Cirrhitus Lacepède, 1803 — (4 espèces)
- Cristacirrhitus Randall, 2001 — (1 espèce)
- Cyprinocirrhites Tanaka, 1917 — (1 espèce)
- Isocirrhitus Randall, 1963 — (1 espèce)
- Itycirrhitus Randall, 2001 — (1 espèce)
- Neocirrhites Castelnau, 1873 — (1 espèce)
- Notocirrhitus Randall, 2001 — (1 espèce)
- Oxycirrhites Bleeker, 1857 — (1 espèces)
- Paracirrhites Bleeker, 1874 — (7 espèces)

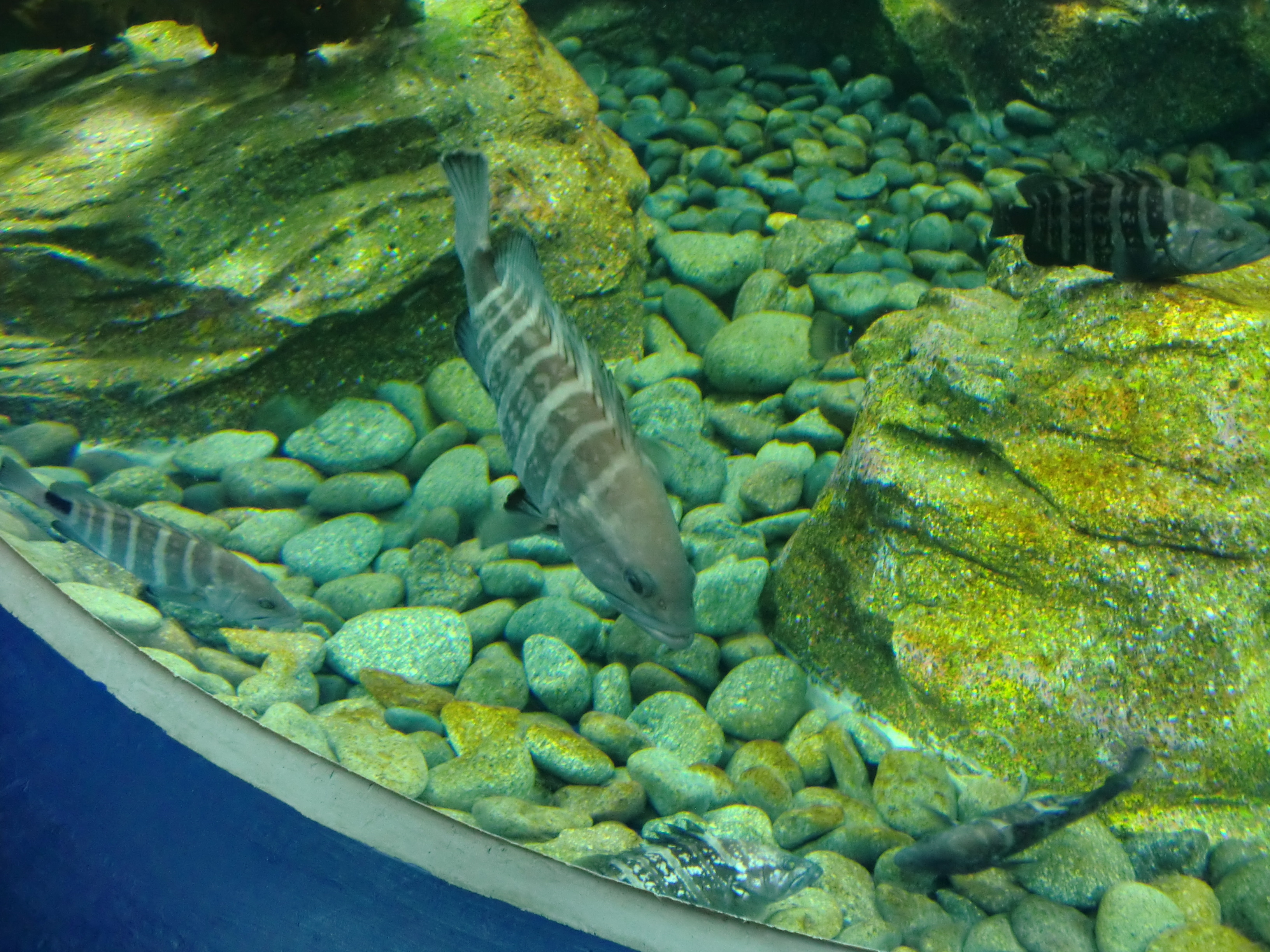
Amblycirrhitus pinos
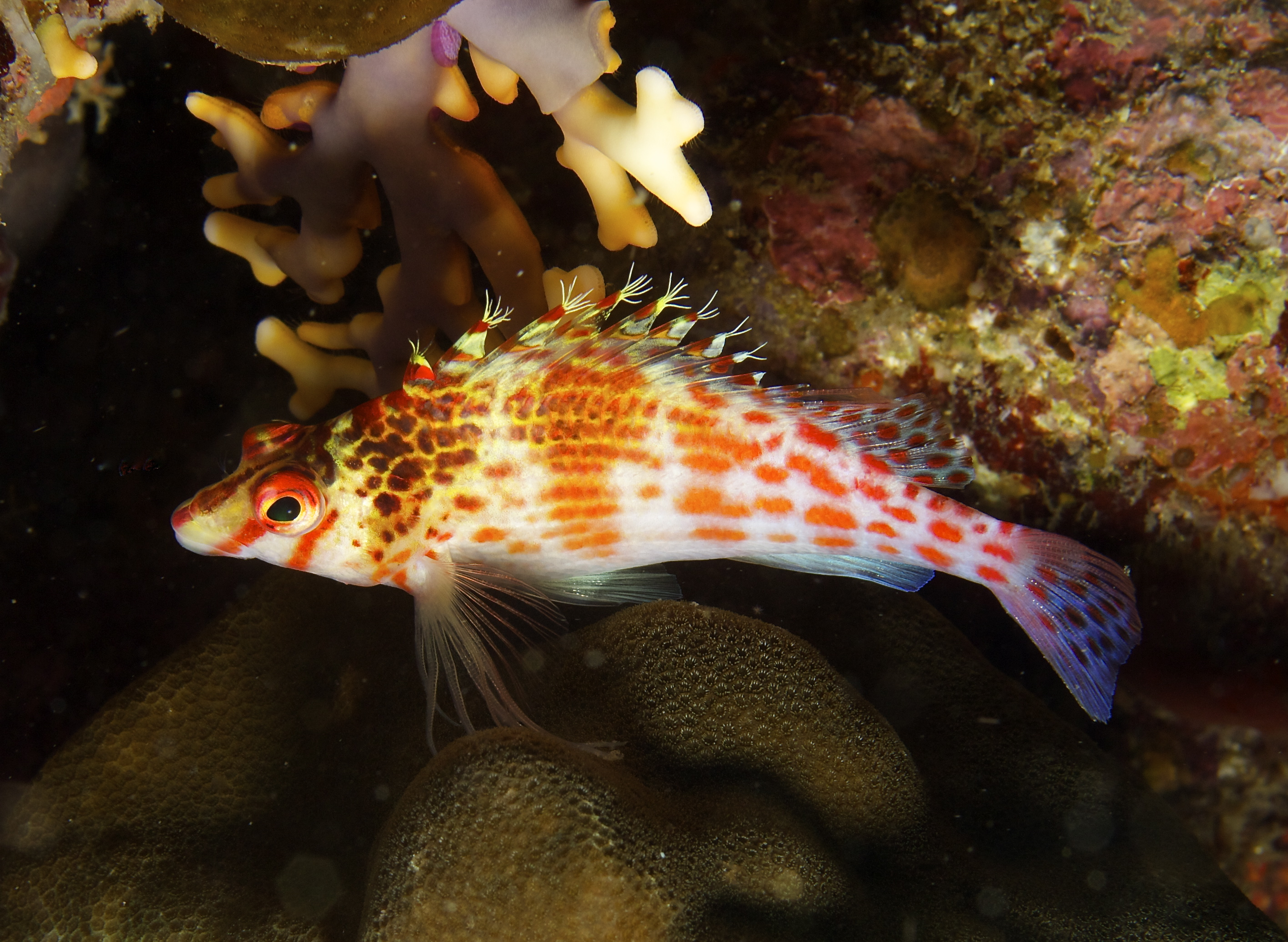
Cirrhitichthys oxycephalus
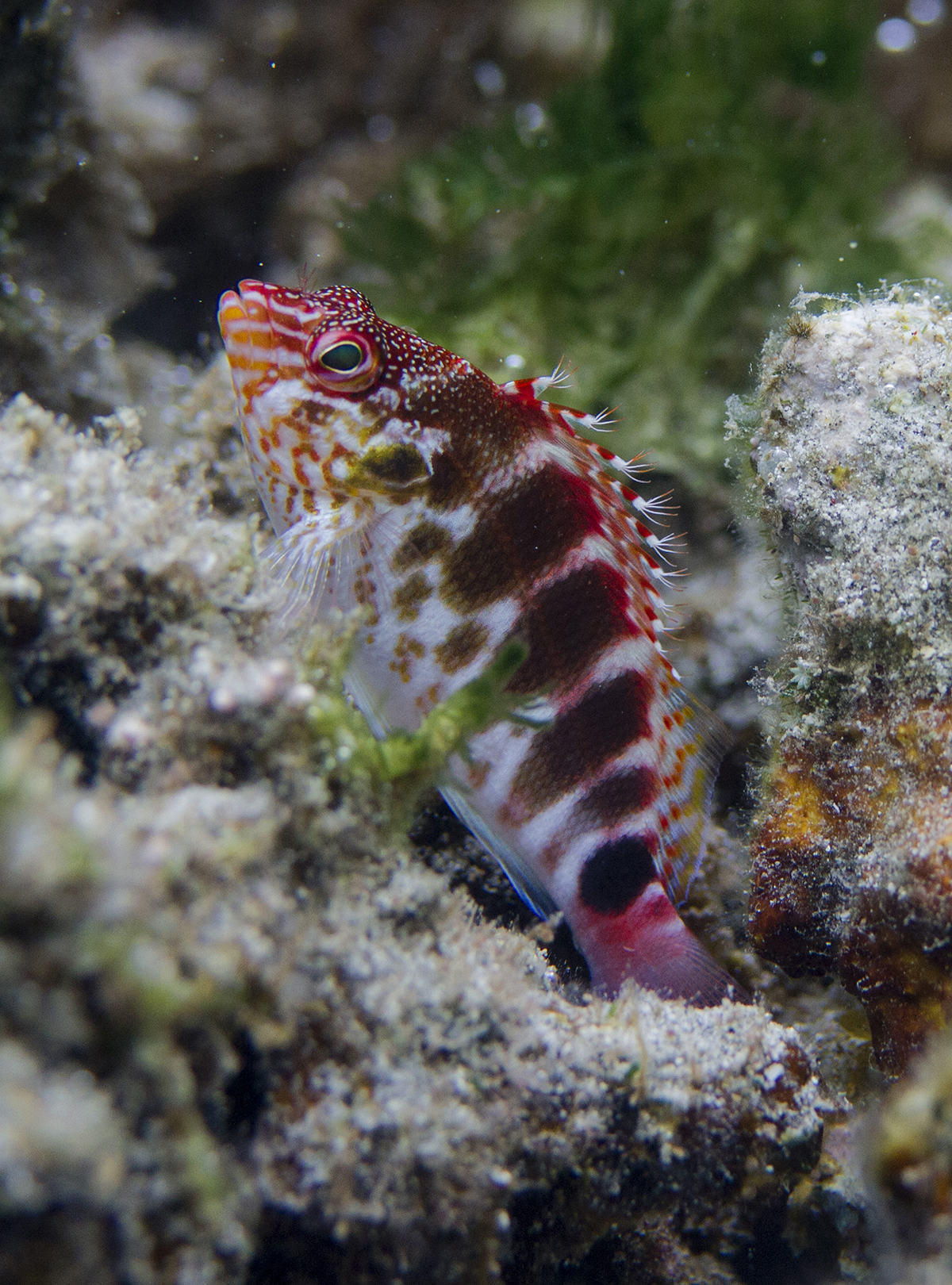
Cirrhitops mascarenensis
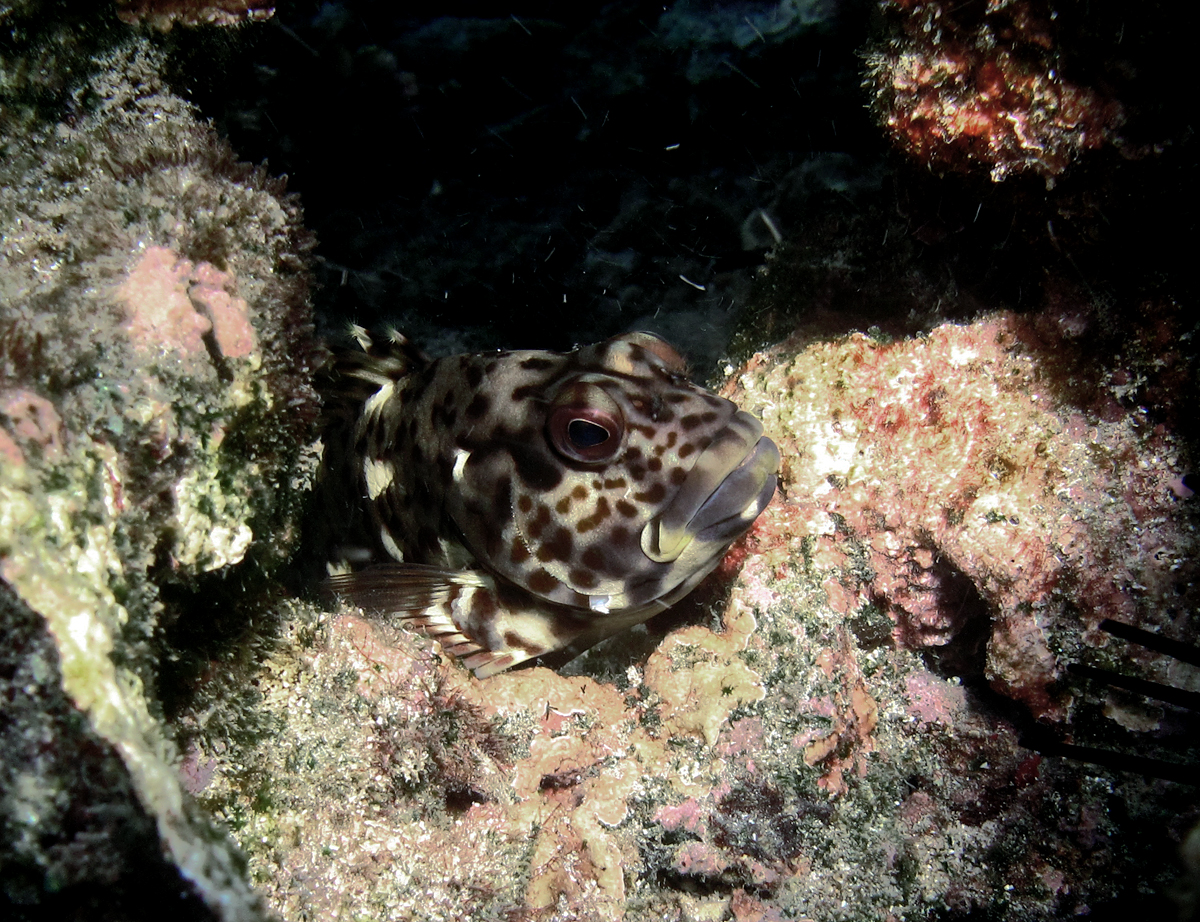
Cirrhitus pinnulatus
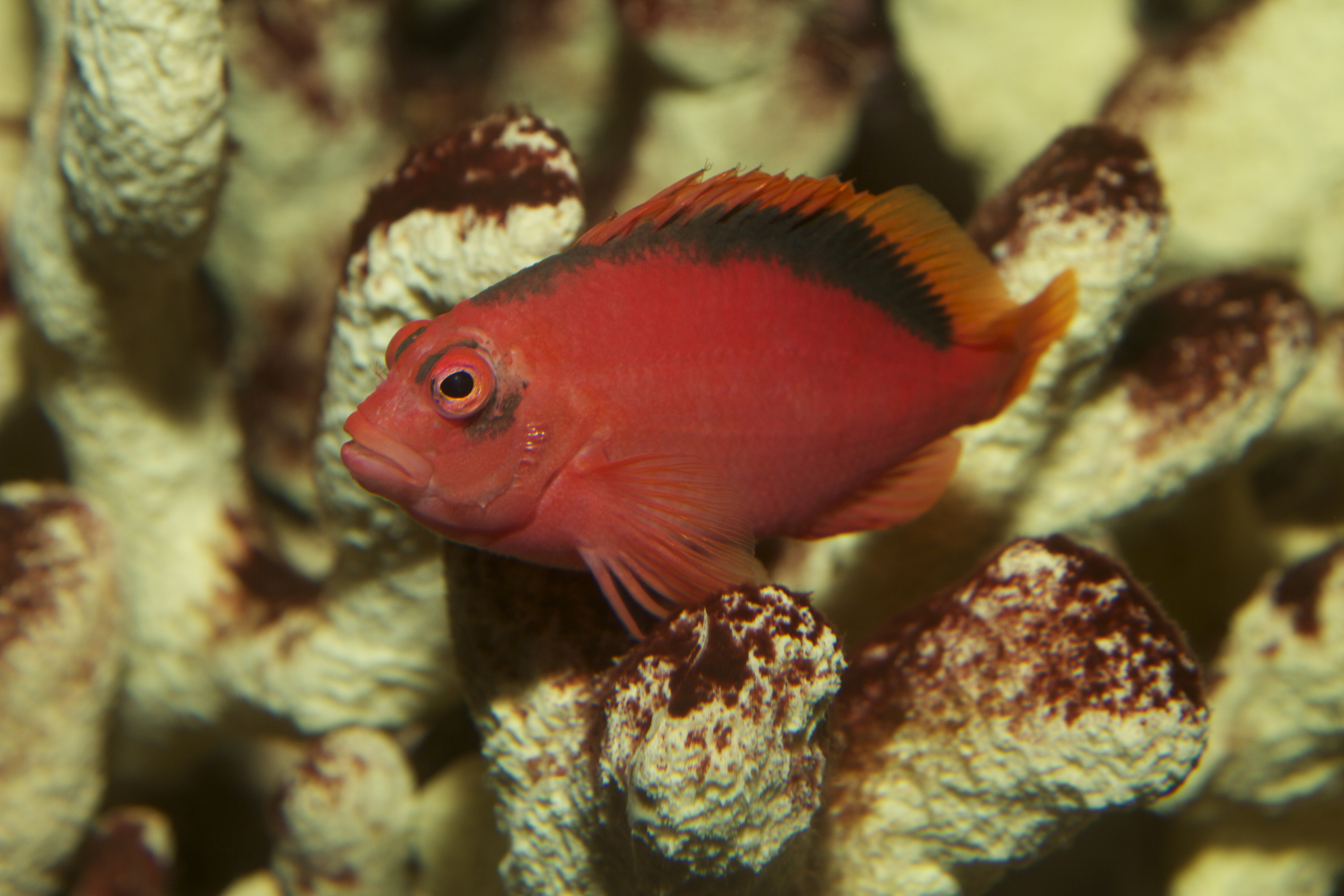
Neocirrhites armatus
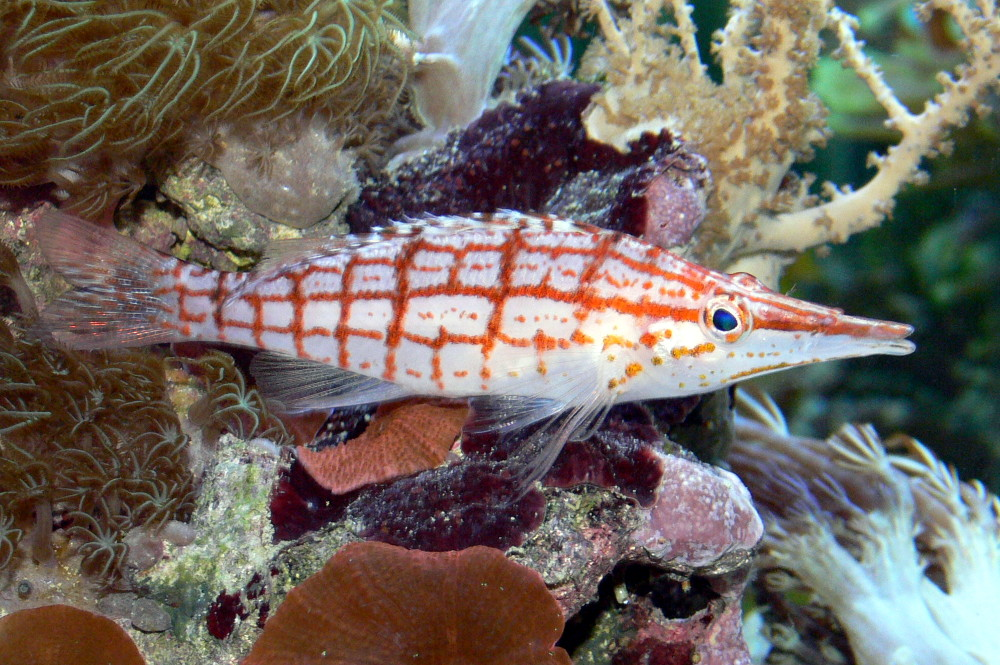
Oxycirrhites typus
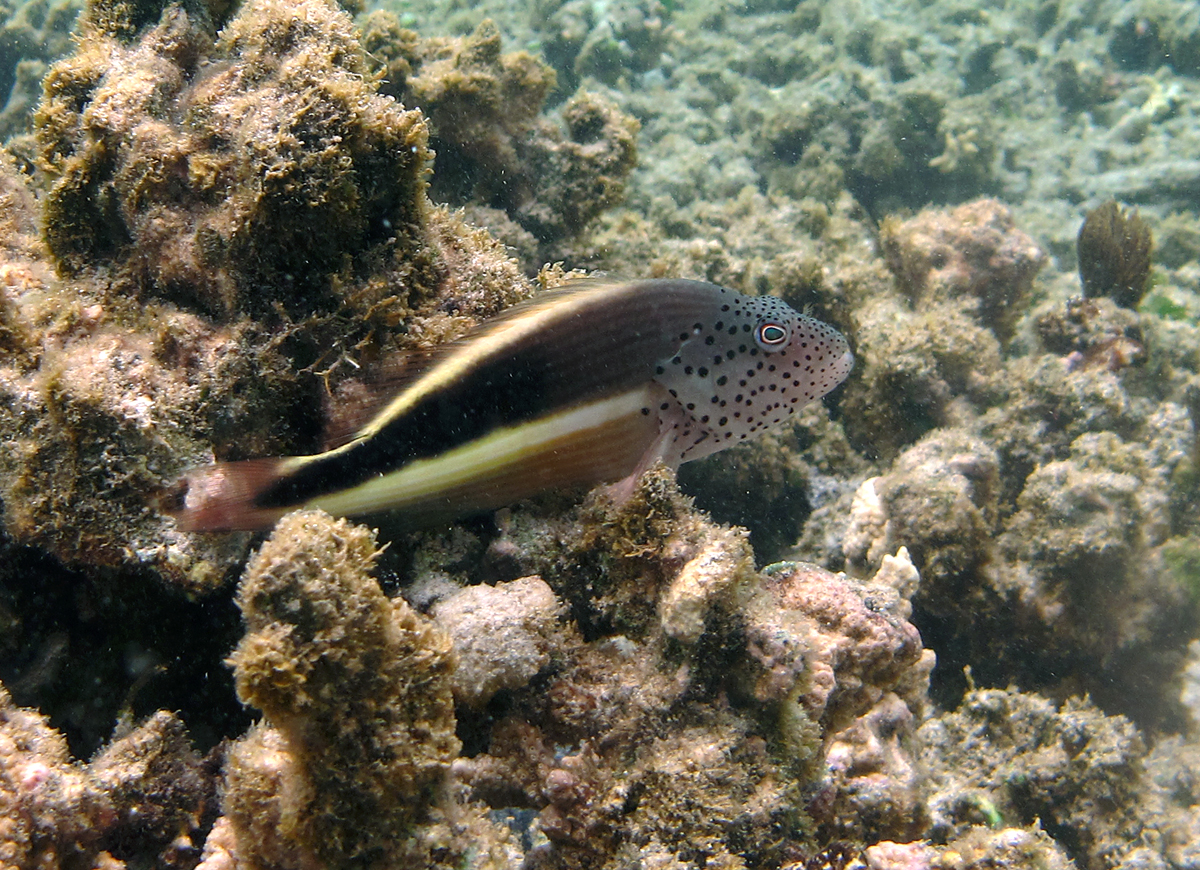
Paracirrhites forsteri

## Aquariophilie
Plusieurs espèces, aux vives couleurs, sont parfois proposées dans les magasins d'aquariophilie, notamment :
- Cirrhitichthys falco (épervier nain, épervier à joues épineuses)
- Cirrhitichthys oxycephalus (poisson-faucon à tache dorée, épervier lutin, épervier à points rouges, épervier farfadet, épervier taché, poisson faucon lutin)
- Oxycirrhites typus (Poisson-Faucon à damier, Bécasse à carreaux)
- Paracirrhites arcatus (épervier strié, épervier à tempe annelée, épervier à arcade, poisson-faucon à tempe annelée)

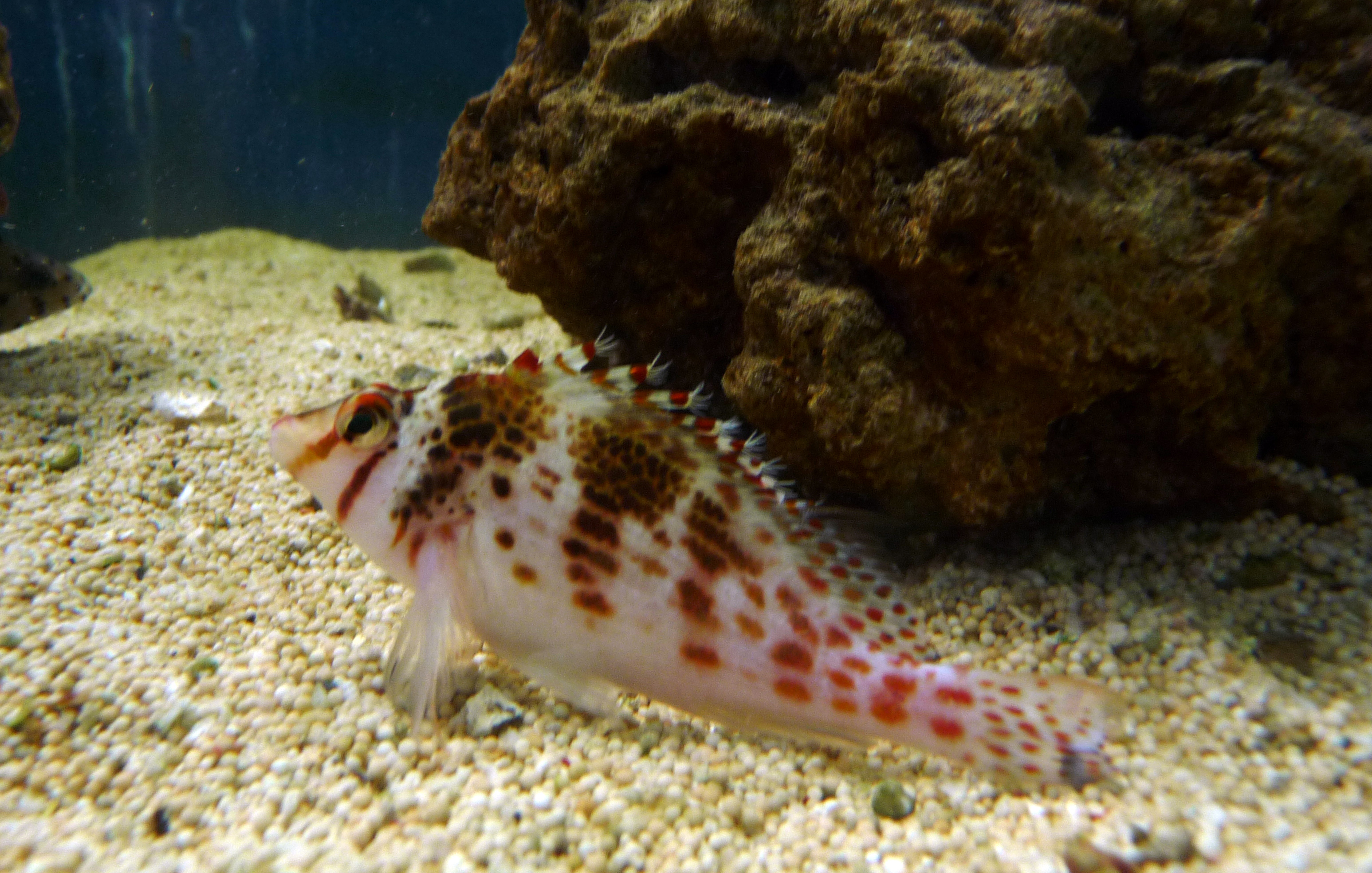
Cirrhitichthys falco
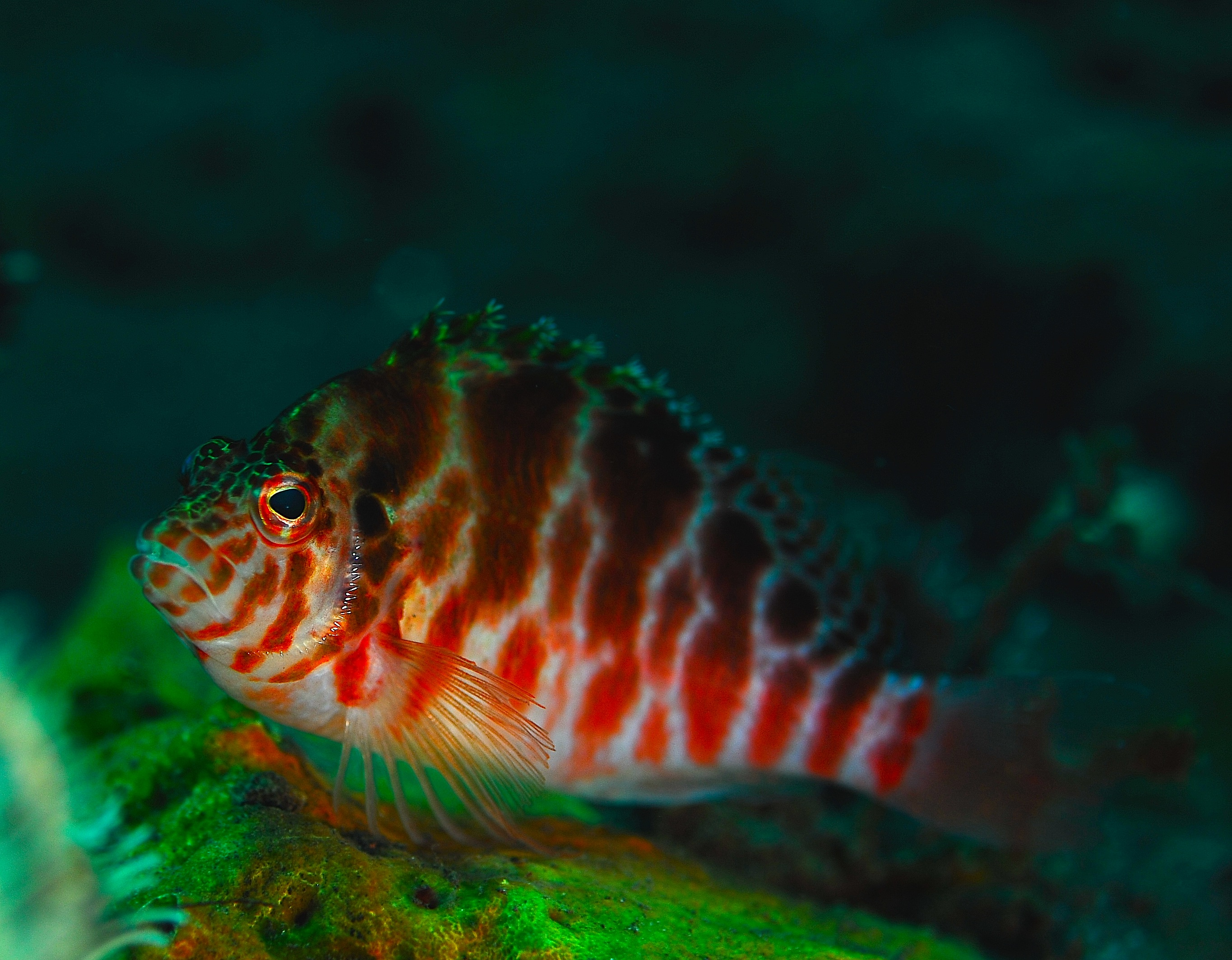
Cirrhitichthys oxycephalus
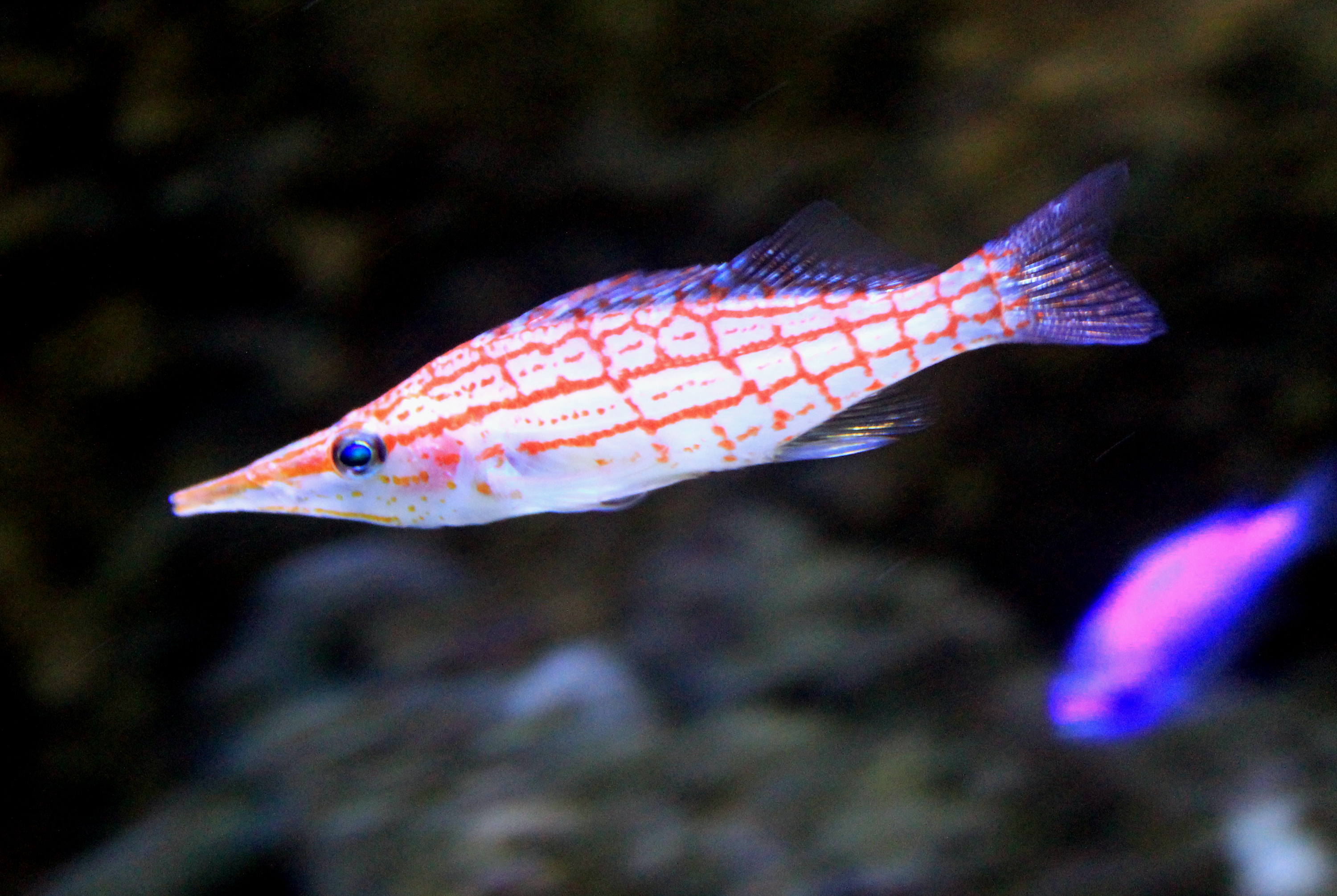
Oxycirrhites typus
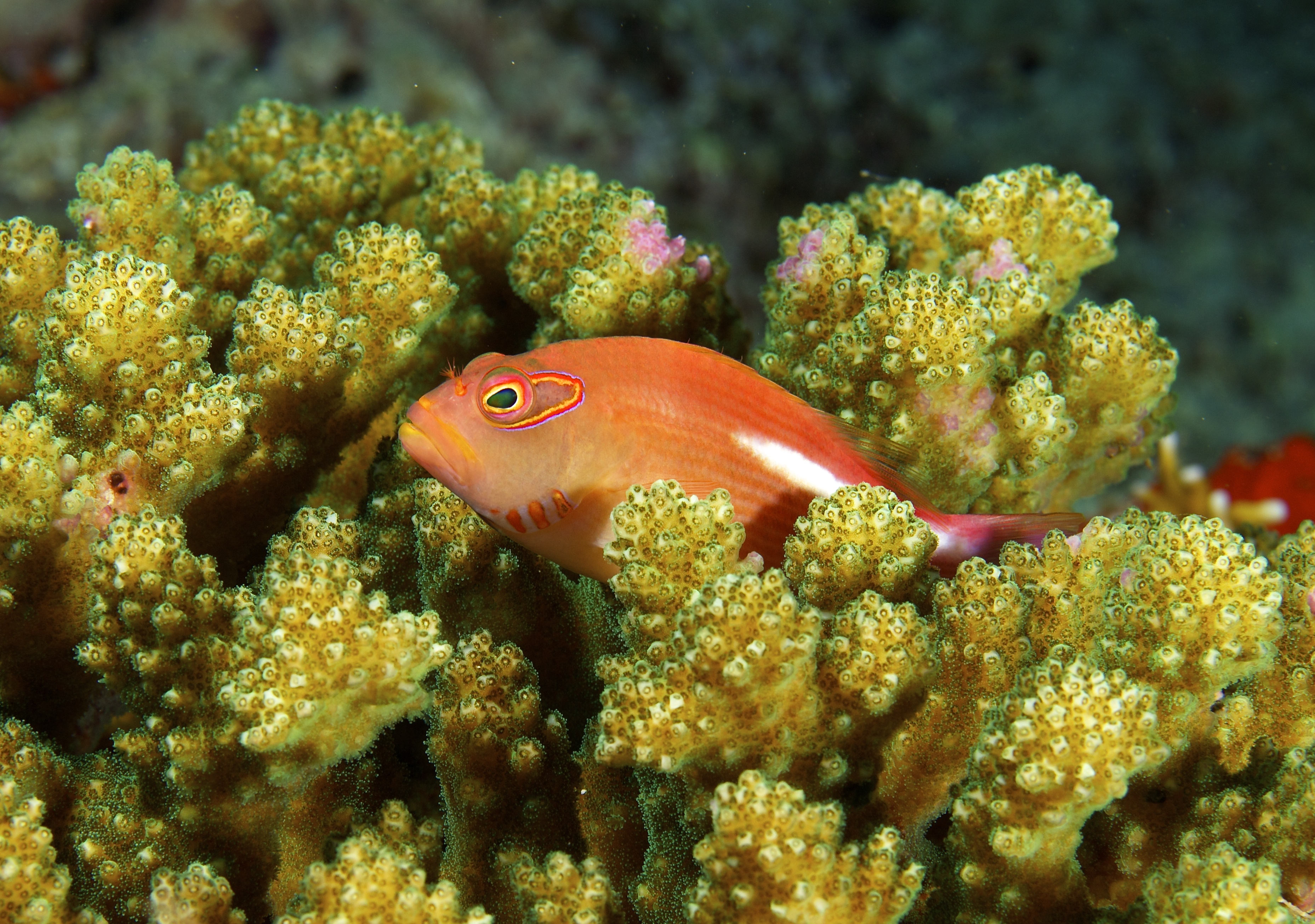
Paracirrhites arcatus